# Wapen van Winsum (Groningen)
Het wapen van Winsum is het gemeentelijke wapen van de voormalige gemeente Winsum in de Nederlandse provincie Groningen. Het wapen werd met koninklijk besluit op 13 oktober 1992  verleend aan de gemeente. Vanaf 2019 is het wapen niet langer als gemeentewapen in gebruik omdat de gemeente Winsum in de nieuwe gemeenten Het Hogeland en Westerkwartier op is gegaan.

## Blazoenering
De omschrijving luidt:
"In sinopel een verhoogde en versmalde dwarsbalk van zilver, vergezeld boven van vier zevenpuntige sterren van goud en beneden van een ruiter met dame van goud, gezeten op een paard van zilver, getoomd, omgord en gezadeld van goud, de ruiter houdende een lans met vaan van zilver in de rechterhand. Het schild gedekt met een gouden kroon van vijf bladeren."

## Geschiedenis
21 mei 1889 werd het wapen aan de gemeente verleend met de volgende beschrijving:
"In een veld van keel een paard, gaand, in natuurlijke kleur, getoomd, omgord en gezadeld van goud, dragende een ridder gekleed in bruin, en eene dame gekleed in lazuur, voerende de ridder eene lans met steel van sabel, punt van goud en vaantje van zilver; alles vergezeld van eene zevenpuntige ster van goud. Het schild gedekt met eene gouden kroon met 5 fleurons en omgeven door het randschrift "Gemeentebestuur van Winsum"."
Het wapen is ontleend aan een zegel uit de Middeleeuwen van Hunsingo. Winsum was daarvan het oudste en meest voorname plaats geweest. De betekenis en geschiedenis van de voorkomende elementen op de afbeelding zijn onbekend. Gedacht wordt aan een zekere Wodansafbeelding.
In 1990 werden Adorp,  Baflo, Ezinge aan de gemeente toegevoegd. Er moest een nieuw wapen worden ontworpen. Er werden ontwerpen gemaakt met het zegelbeeld van Hunsingo, de golvende dwarsbalk van Adorp, de ster van Baflo en het rooster uit het wapen van Halfambt. Uiteindelijk werd alleen de dwarsbalk en groene kleur overgenomen, de markiezenkroon werd aangevraagd omdat de gemeenten in de Provinciale Staten waren vertegenwoordigd. De dwarsbalk symboliseert het Reitdiep afkomstig van het wapen van Adorp. De vier sterren symboliseren de vier voormalige gemeenten waarvan er drie één of meer sterren in hun wapen voerden. Elementen van het wapen werden overgenomen in het wapen van Het Hogeland.

## Verwante wapens

Wapen van Adorp
Wapen van Baflo
Wapen van Ezinge
Wapen van Noorderzijlvest
Wapen van Het Hogeland

Adorp
· Aduard
· Appingedam
· Baflo
· Bedum
· Beerta
· Bellingwedde
· Bellingwolde
· Bierum
· De Marne
· Delfzijl 
· Eemsmond
· Eenrum
· Ezinge
· Finsterwolde
· Grijpskerk
· Grootegast
· Haren
· Hefshuizen
· Hoogezand
· Hoogezand-Sappemeer
· Hoogkerk
· Kantens
· Kloosterburen
· Leek
· Leens
· Loppersum
· Marum
· Meeden
· Menterwolde
· Middelstum
· Midwolda
· Muntendam
· Nieuweschans
· Nieuwe Pekela
· Nieuwolda
· Noordbroek
· Noorddijk
· Oldehove
· Oldekerk
· Onstwedde
· Oosterbroek
· Oude Pekela
· Reiderland
· Sappemeer
· Scheemda
· Slochteren
· Stedum
· Ten Boer
· Termunten
· Uithuizen
· Uithuizermeeden
· Ulrum
· Usquert
· Vlagtwedde
· Warffum
· Wedde
· Wildervank
· Winschoten
· Winsum
· 't Zandt
· Zuidbroek
· Zuidhorn